# Meerland
Meerland est un hameau qui fait partie de la commune d'Oldambt dans la province néerlandaise de Groningue. Meerland est situé sur une presqu'île dans le nouveau lac d'Oldambtmeer.